# شورای امنیت روسیه
شورای امنیت روسیه (انگلیسی: Security Council of Russia) یک نهاد مشورتی در دولت روسیه است که از تصمیم‌گیری‌های رئیس‌جمهور روسیه در امور امنیت ملی و موضوعات استراتژیک پشتیبانی می‌کند. این شورا که متشکل از مقامات ارشد دولتی روسیه و روسای سازمان‌های دفاعی و امنیتی است و ریاست آن را رئیس‌جمهور روسیه برعهده دارد، به‌عنوان مجمعی برای هماهنگی و یکپارچه‌سازی سیاست امنیت ملی عمل می‌کند. شورای امنیت روسیه در سال ۱۹۹۲ تأسیس و جایگزین شورای امنیت اتحاد جماهیر شوروی شد.

## اعضای ثابت
| نام                 | سمت                                      |
| ------------------- | ---------------------------------------- |
| ولادیمیر پوتین      | رئیس شورای امنیت (رئیس‌جمهور روسیه)       |
| دمیتری مدودف        | معاون رئیس شورای امنیت                   |
| سرگئی شویگو         | دبیر شورای امنیت                         |
| میخائیل میشوستین    | نخست‌وزیر روسیه                           |
| آنتون واینو         | رئیس دفتر رئیس‌جمهور                      |
| سرگئی ایوانوف       | نماینده ویژه رئیس‌جمهور در امور زیست‌محیطی |
| والنتینا ماتوینکو   | رئیس شورای فدراسیون مجمع فدرال           |
| ویاچسلاو ولودین     | رئیس دومای دولتی مجلس فدرال              |
| اندری بلوسف         | وزیر دفاع                                |
| سرگئی لاوروف        | وزیر امور خارجه                          |
| ولادیمیر کولوکولتسف | وزیر کشور                                |
| الکساندر بورتنیکوف  | مدیر سرویس امنیت فدرال                   |
| سرگئی ناریشکین      | مدیر سرویس اطلاعات خارجی                 |
| نیکولای پاتروشف     | دستیار رئیس‌جمهور                         |